# Jean Boudot (imprimeur)
Pour les articles homonymes, voir Jean Boudot et Boudot.
Jean Boudot est un imprimeur français du XVIIe siècle (1651 ? -1706) ; imprimeur du roi, il fut aussi imprimeur de l’Académie des sciences et directeur de l’Imprimerie du prince de Dombes à Trévoux.
Il est probablement né à Rozier à Donzy dans la Loire, fils d'Anthoine Boudot, marchand de cette ville, et de Dame Bonne Morillon, comme le rapporte l'acte de mariage de sa sœur Bonne le 24 novembre 1676 à Cottance dans la Loire.
Il se forma notamment à Paris auprès de son oncle l'imprimeur François Bertier et chez Louis Billaine en 1677.

## Ses publications
Il est connu par un Dictionnaire latin-français qu'il publia en 1704, in-8°, et qui eut une grande vogue dans les classes : c'est l'abrégé d'un grand dictionnaire en 14 volumes laissés manuscrit par Nicolas Blondeau, inspecteur de l'imprimerie de Trévoux.

## Sa famille
Marié à Mlle Mabré, petite-fille de Sébastien Cramoisy, il eut deux fils : Jean Boudot, et l'abbé Pierre Jean Boudot.

## Ses apprentis
- Guillaume Vandive fut en apprentissage auprès de lui d’avril 1697 à avril 1701.
- Jean Desessartz (1683?-1733) fut son apprenti à partir de 1700.